# Черкасский завод химического волокна
Черкасский завод химического волокна (укр. Черкаський завод хімічного волокна) — прекратившее производственную деятельность предприятие в городе Черкассы.

## История

### 1958 - 1991
Строительство завода химических волокон в Черкассах началось в 1958 году, в 1961 году первая очередь предприятия была введена в эксплуатацию.
В декабре 1970 года в эксплуатацию была введена последняя третья очередь завода, вошедшего в число ведущих предприятий города.
В 1971 году завод был награждён орденом Трудового Красного Знамени.
В 1982 году на базе Черкасского завода химического волокна имени XXII съезда КПСС было создано Черкасское производственное объединение "Химволокно".
К середине 1980-х годов завод являлся одним из ведущих предприятий химической промышленности на территории УССР и входил в число крупнейших производителей химических волокон СССР. По состоянию на начало 1985 года на заводе действовали 3 производства и 29 цехов (три текстильных цеха, два химических цеха, два прядильных цеха, два отделочных цеха, прядильно-отделочный цех, электроцех, цех контрольно-измерительных приборов и автоматики, цех приготовления отделочных растворов, аммиачно-компрессорный цех и др.) и вспомогательные структуры, в производственный процесс были внедрены очистка вентиляционных выбросов, биологическая очистка вискозных стоков и химическая очистка кислых стоков. Основной продукцией предприятия были вискозные текстильные нити, целлулоидная плёнка, сульфат натрия и сера, также выпускались товары народного потребления.

### После 1991
15 мая 1995 года Кабинет министров Украины внёс предприятие в перечень государственных предприятий Украины, подлежащих приватизации до конца 1995 года. В дальнейшем завод был приватизирован и реорганизован в открытое акционерное общество.
В первом полугодии 2002 года предприятие производило почти половину химических нитей и волокон, которые изготавливались на территории Украины.
К концу 2005 года завод вошёл в число крупнейших должников НАК "Нафтогаз Украины" среди предприятий Украины (к концу декабря 2005 года сумма задолженности за поставки природного газа увеличилась до 6,52 млн. гривен). В сентябре 2006 года в связи с наличием задолженности по оплате поставок природного газа компания "Газ Украины" (дочернее предприятие НАК "Нафтогаз Украины") остановила газоснабжение предприятия.
После закрытия завода в 2008 году, в ноябре 2009 года акции предприятия перешли в собственность нескольких иностранных компаний, в производственных цехах были открыты торговые центры «Экватор» и «Караван». 1 января 2014 года торговые центры были закрыты, 3 января 2014 начался демонтаж их оборудования. Продолжила работу только заводская ТЭЦ.
10 февраля 2015 в результате пожара сгорело здание одного из заводских складов, при тушении пожара пострадали 9 человек.
В декабре 2015 года власти Черкасской области выделили часть территории завода для создания свалки твёрдых бытовых отходов.
В июле 2016 года было объявлено о намерении построить на месте третьей очереди завода химволокна (ул. Химиков, 74) завод по переработке мусора.